# Preparctia romanowi
Preparctia romanowi är en fjärilsart som beskrevs av Grum-grshimailo 1891. Preparctia romanowi ingår i släktet Preparctia och familjen björnspinnare. Inga underarter finns listade i Catalogue of Life.